# Finanzausgleich (Vereinigte Staaten)
Der Finanzausgleich in den Vereinigten Staaten (englisch financial equalization, fiscal federation) ist ein vertikales Finanzsystem, das die innerstaatlichen Transferleistungen von der Zentralregierung an die Bundesstaaten umfasst.

## Allgemeines
Die USA sind ebenso wie Deutschland ein föderativer Staat mit drei Ebenen: Neben der Bundesebene (englisch federal level) sowie den 50 Bundesstaaten (englisch state governments) existieren derzeit etwa 88.000 lokale Gebietskörperschaften (englisch local governments oder englisch municipalities). Sie alle weisen zum Teil extreme Unterschiede in der Wirtschaftsstruktur, den Steuereinnahmen und den Staatsausgaben auf. Der Bund finanziert sich vor allem aus der Einkommensteuer, die Bundesstaaten eher aus Konsumsteuern.
Ein Finanzausgleichssystem im Wortsinne existiert in den USA nicht. Formal gibt es keinen Finanzausgleich, doch wirken die unterschiedlichen vertikalen Transferleistungen, die sich im internationalen Vergleich durch ein sehr hohes Maß an Zweckbindung auszeichnen, faktisch funktional äquivalent. Vielmehr gibt die Zentralregierung den Bundesstaaten Zuwendungen (englisch grants) für bestimmte Zwecke und Politikziele, etwa im Gesundheitswesen. Das Bundesgeld hat jedoch nur zu einem sehr geringen Teil das Ziel, bestehende Unterschiede in der Finanzkraft auszugleichen. Der Finanzausgleich sorgt für vertikale Transferzahlungen der Zentralregierung an die Bundesstaaten. Diese dienen aber nicht dem Ausgleich der unterschiedlichen Wirtschaftsbedingungen, erst recht übernimmt die Zentralregierung keine Haftung für die Schulden der Gebietskörperschaften; es gibt eine Nichtbeistands-Klausel (englisch No-Bailout-Clause). Sie stammt aus dem Jahre 1842, als überschuldete Bundesstaaten erfolglos die Zentralregierung um finanzielle Hilfe baten, diese aber nicht eingriff. Als Folge wurden 12 Bundesstaaten zahlungsunfähig. Ein horizontaler Finanzausgleich zwischen den Bundesstaaten wie bei dem deutschen Länderfinanzausgleich findet nicht statt.
Je höher in einem Bundesstaat der Anteil der subnationalen Staatsausgaben an den gesamten Staatsausgaben ist, desto dezentraler oder föderalistischer ist die Fiskalunion. Weil in den USA ein großer Anteil der Einnahmen des Bundes aus der individuellen Einkommensteuer und den Pflichtbeiträgen an die Leistungsträger stammt, während die Bundesausgaben überwiegend als Direktzahlungen an Bürger fließen, ist das potenzielle Ausmaß der Umverteilung zwischen Gliedstaaten via Zentralstaat relativ bedeutend. Diese Umverteilung ist aber struktureller Natur und reagiert nur bedingt auf den Konjunkturzyklus; sie ist also nicht dafür vorgesehen, die Auswirkungen von lokalen, regionalen oder nationalen Schocks abzufedern.

## Arten
Es gibt zwei Arten von Zuweisungsprogrammen, und zwar die Zuweisungen mit enger Zweckbindung und starker Kontrolle durch die Zentralregierung (englisch categorical grants, sowie Sozialhilfe und Ausgleich von Zweckzuweisungen englisch grants-in-aid) und Pauschalzuweisungen mit großen Ermessensspielräumen hinsichtlich des Verwendungszwecks für die Empfänger (englisch block grants). Die 1966 eingeführten „block grants“ machen lediglich rund 14 % aller Zuweisungen aus. Zweckzuweisungen haben die Unterarten Projektzuweisungen (englisch project grants), Gesundheitszuweisungen (englisch formula grants; wie etwa Medicaid) und Projekt-Formel-Zuweisungen (englisch project-formula grants). Letztere dienen der industriellen Entwicklung in den Gemeinden. Zweckzuweisungen dürfen nur dem von der Zentralregierung verfügten konkreten Verwendungszweck zugeführt werden. Geschieht dies nicht, sind diese Zuweisungen vom Bundesstaat wieder zurückzuzahlen; für das Rückzahlungsrisiko hat er in seiner Bilanz Rückstellungen zu bilden.
Zu den von der Zentralregierung erbrachten Transferleistungen gehören konkret Finanzhilfen (englisch grants-in-aid), Anteile an Steuern der höheren Ebene (englisch shared taxes), Zahlungen anstelle von Steuern bei steuerbefreiten Objekten (englisch payments-in-lieu-of-taxes), zweckgebundene Kredite und Vorschüsse (englisch contingent loans and advances), Rückerstattungen von Kosten durch andere Ebenen für die Erfüllung der Aufgaben (englisch reimbursements) sowie alle übrigen Zuschüsse anderer Ebenen zur Voll- oder Teilfinanzierung von Vorhaben der Empfängerebene (englisch categorial grants).
Der Supreme Court stufte „government grants“ 1970 als verfassungsgemäß ein, denn im Falle von Sozialleistungen (englisch welfare benefits) haben die Empfänger einen verfassungsrechtlichen Anspruch darauf, ihrer Ansprüche nicht ohne Verwaltungsverfahren beraubt zu werden. Zuwendungen der Zentralregierung (englisch federal grants) beruhen auf dem Federal Grant and Cooperative Agreement Act aus 1977, hierdurch sind sie zum Bestandteil in Title 31 Section 6304 des United States Code (USC) geworden. Sie werden aus den Staatseinnahmen auf Bundesebene bestritten.

## Funktionsweise
Die Finanzautonomie der Bundesstaaten und Kommunen in Bezug auf die eigenen Steuern, Abgaben und Gebühren findet ihre Schranken lediglich in der Bundesverfassung, den subnationalen Verfassungen, den Gesetzen der Bundesstaaten und in den kommunalen Statuten. Die Bundesstaaten sind ebenso wie die Kommunen in erheblichem Umfang auf intergouvernementale Transferleistungen angewiesen; erstere von der Zentralregierung, letztere indirekt von der Zentralregierung und ihrem jeweiligen Bundesstaat. Die Zuschüsse  der Zentralregierung (englisch federal grants), die zumeist zweckbestimmt sind, müssen – soweit sie den Kommunen zugutekommen sollen – stets über die Haushalte der Bundesstaaten fließen.
In den USA fließen aus Einzelstaaten mit hohem Wirtschaftswachstum proportional höhere Steuereinnahmen in den US-Bundeshaushalt als aus Staaten mit geringerem Wachstum. Dies hat jedoch keine Erhöhung der US-Bundesausgaben in Einzelstaaten mit hohem Wachstum oder eine Senkung der US-Bundesausgaben in Einzelstaaten mit geringem Wachstum zur Folge (indirekter Finanzausgleich). Der Finanzausgleich sieht keine Transferleistungen vor, die finanziell schwächeren Bundesstaaten helfen. Die Bundesstaaten (mit Ausnahme von Vermont) sind gesetzlicher bzw. verfassungsmäßiger Vorgaben zufolge verpflichtet, einen ausgeglichenen (operativen) Haushalt vorzulegen. Die Aufnahme von Krediten ist lediglich zur Finanzierung von Investitionen erlaubt, die durch Landesanleihen finanziert werden. Die Kreditaufnahme der Zentralregierung und der Bundesstaaten ist nicht reglementiert. Soweit in den Bundesstaaten eine Verpflichtung zum Haushaltsausgleich (englisch balanced budget) besteht, haben diese nur formale Bedeutung, weil die Haushalte dort auch mit Krediten ausgeglichen werden dürfen. Dagegen unterliegen die Kommunen bei ihrem „deficit spending“ engen Beschränkungen und einer strengen Kontrolle durch ihre Bundesstaaten.
Die Bundesstaaten sind ebenso wie die Kommunen in erheblichem Umfang auf intergouvernementale Transferleistungen angewiesen; erstere von der Zentralregierung, letztere indirekt von der Zentralregierung und ihrem jeweiligen Bundesstaat. Die vertikalen Finanzhilfen erreichen etwa 30 % der Ausgaben der Bundesstaaten (einschließlich Medicaid) und sind Zuwendungen des Bundes (englisch federal grants), 40 % der Einnahmen der lokalen Gebietskörperschaften kommen von den Bundesstaaten (englisch state grants). Die Zuweisungen der Zentralregierung werden damit teilweise auch von den Bundesstaaten an die lokalen Gebietskörperschaften weitergegeben. Die Atomisierung dieses Zuweisungssystems besteht darin, dass derzeit die Zentralregierung den Bundesstaaten rund tausend Zuschüsse für teilweise sehr spezielle Zwecke gewährt.
Trotz dieser zahlreichen vertikalen Transferzahlungen kennen die USA keinerlei Mechanismen und Instrumente eines Finanzausgleichs, dessen spezielle Funktion – wie beispielsweise in Deutschland – darin besteht, die Lebensverhältnisse in den Gliedstaaten aneinander anzugleichen. Es gibt keine expliziten Verfahren für den Fall einer finanziellen Schieflage eines Bundesstaates. Das US-amerikanische Konkursrecht sieht keinen Konkursantrag durch einen Bundesstaat vor, wohl aber für Gemeinden. Es ist allerdings davon auszugehen, dass die Gläubiger von Landesanleihen stillschweigend annehmen, dass die Zentralregierung gegebenenfalls einspringen würde. Dies wird in der Fachliteratur jedoch bezweifelt. So übernahm der Zentralstaat 1790 die Verpflichtungen der als Folge des Unabhängigkeitskriegs überschuldeten Gliedstaaten (ähnliche Transaktionen gab es 1812 und 1836). Dies geschah allerdings erst, nachdem die neue Verfassung die Haupteinnahmequelle des Staates (damals Zölle) der Zentralregierung zugewiesen hatte. Als Folge des Konkurses von 12 Bundesstaaten gibt es heute in 44 Bundesstaaten verfassungsmäßige Normen, die auf einen Haushaltsausgleich abzielen.
US-Gemeinden (englisch municipalities) unterliegen dem Gläubigerschutzverfahren nach Chapter 9 des US-Konkursgesetzes. Der Begriff „municipality“ ist definiert als eine „politische Untergliederung oder öffentliche Einrichtung oder Instrument eines Bundesstaates“ (11 U.S.C. § 101(40)). Diese Definition ist sehr allgemein, so dass hierunter Städte, Counties, Townships, Schuldistrikte und öffentliche Bauprojekte erfasst werden können. Damit könnte theoretisch ein Teil aller Staatsschulden (derzeit rund 1,8 Billionen US $ oder 8 % aller US-Staatsschulden) Gegenstand einer Restrukturierung werden.